# Florian Prokop

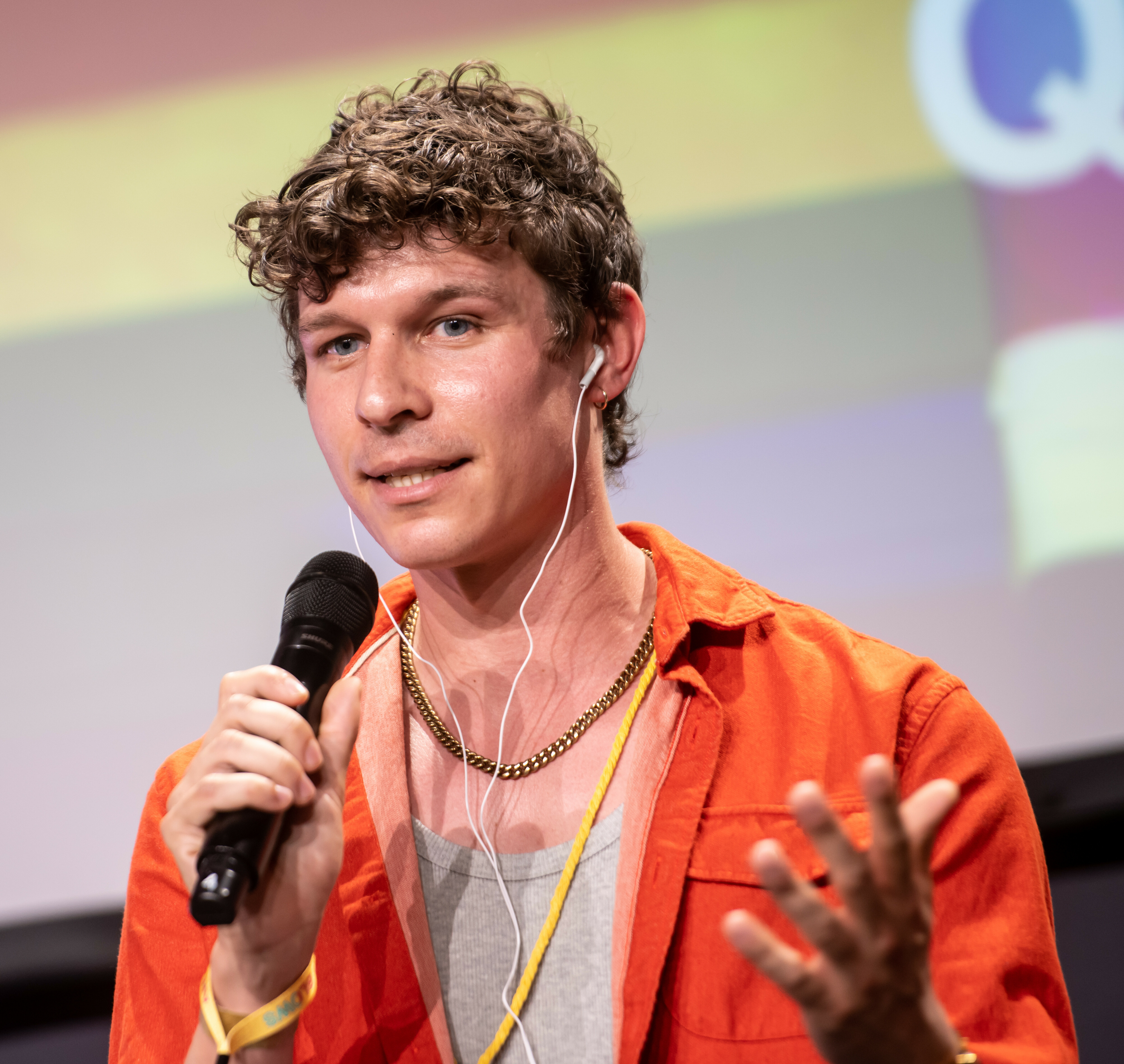
Florian Prokop, 2022

Florian Prokop (* 9. Juni 1988 in Cottbus) ist ein deutscher Schauspieler, Journalist und Moderator.

## Leben
Prokop erhielt privaten Schauspielunterricht und besuchte mehrere Theater- und Schauspielworkshops.
Ab 2006 spielte er regelmäßig in Theaterstücken mit. Er trat unter anderem am Piccolo Theater in Cottbus in den Stücken Verlorene Kinder, Perfect Days und Was heisst hier Liebe?, am Theater Reißverschluss in Berlin und an der Vaganten Bühne in Berlin auf. 2009 wirkte er an der Theater-Spiel-Schule e.V. in Berlin in einer Bühnenfassung des Kriminalromans Das indische Tuch von Edgar Wallace mit.
Von September 2009 bis November 2011 spielte er als Felix Gaber in der Fernsehserie Das Haus Anubis eine der Serienhauptrollen; er wurde durch Mitja Lafere ersetzt. 2012 verkörperte er in dem Kinofilm der Serie Das Haus Anubis – Pfad der 7 Sünden ebenfalls die Hauptrolle des Felix Gaber.
Als Ersatz für Franziska Alber, welche die Nickelodeon Kids’ Choice Awards 2012 moderieren sollte, dann jedoch durch eine Erkältung ausfiel, moderierte Prokop diese.
Von 2013 bis 2019 studierte Prokop Publizistik, Kommunikationswissenschaft sowie Sozial- und Kulturanthropologie an der Freien Universität Berlin. 2019 legte er seine Bachelor-Arbeit mit dem Titel Journalistische Kanäle auf Instagram – die Rolle der Community vor.
Seit 2015 arbeitet Prokop als Moderator, Reporter und Redakteur für verschiedene journalistische Formate, u. a. für die ARD, den Rundfunk Berlin-Brandenburg (FRITZ) und den WDR (COSMO für Funk). Seit 2017 moderiert er auf YouTube das Webvideo-Format „about:blank“, das netzpolitische Themen für junge Menschen aufbereitet.
Florian Prokop lebt in Berlin.

## Filmografie
- 2009: EQ (Kinofilm)
- 2009–2011: Das Haus Anubis (Fernsehserie)
- 2011: Notruf Hafenkante (Fernsehserie, Folge: Yesterday[8])
- 2012: Das Haus Anubis – Pfad der 7 Sünden (Kinofilm)
- 2012: Begegnung (Kurzfilm)
- 2015: Bienenjunge & Blumenmädchen (Kurzfilm)
- 2018: Spotlight (Fernsehserie)

## Auszeichnungen
Nickelodeon Kids’ Choice Awards:
- 2010: Bester Schauspieler